# Асевес, Хесус
Хесу́с «Чуй» Асе́вес (исп. Jesus “Chuy” Aceves; 1968, Лорето, Сакатекас, Мексика) — человек, страдающий редкой аномалией волосяного покрова — гипертрихозом.
Родился в Лорето, Сакатекас, Мексика, и был вторым человеком в семье с этой редкой особенностью. Его лицо покрыто волосами, делающими его похожим на легендарного Человека-Волка, или, как некоторые его называют, человека-обезьяну. Актёр женат и имеет двух дочерей, одна из которых также обладает этой «особенностью». Его сестра Лили также была рождена с этой болезнью. Она замужем, имеет сына и работает в полиции в Мехико. Многие в его семье верят, что они — потомки Хулии Пастрана, «дочери обезьян».
В 2005 году Асевес впервые побрился для документального фильма Би-би-си «Непросто быть мальчиком-волком» (англ. It’s Not Easy Being a Wolf Boy). Он побрился в надежде получить постоянную работу недалеко от дома и не покидать семью на долгие периоды времени. К сожалению, оплата на постоянной работе была не так хороша, как на шоу уродов или в цирке. Сейчас Чуй работает за кулисами цирка «Варгас».
В 2007 году Чуй был включён в книгу Ripley’s Believe It or Not! и в Книгу рекордов Гиннесса.

## Работы на ТВ
| Год  |     | Русское название               | Оригинальное название          | Роль         |
| ---- | --- | ------------------------------ | ------------------------------ | ------------ |
| 2001 | с   |                                | Super sabado sensacional       | человек-волк |
| 2003 | с   |                                | Ripley’s Believe It or Not!    | Чуй          |
| 2004 | с   |                                | Human Mutants                  | Чуй          |
| 2005 | док | Непросто быть мальчиком-волком | It’s Not Easy Being a Wolf Boy | камео        |
| 2005 | с   |                                | Medical Incredible             | камео        |
| 2006 | с   |                                | The Maury Povich Show          | камео        |
| 2008 | док |                                | Sideshow Still Alive           | Чуй          |
| 2008 | с   |                                | The World's... and Me          | камео        |
| 2008 | с   |                                | Weird, True & Freaky           | камео        |
| 2014 | док |                                | Chuy, El hombre lobo           | Чуй          |